# Сирень (річка)
Си́рень (Сирець) — річка в Україні, у межах Сарненського району Рівненської області. Ліва притока Горині (басейн Прип'яті). 
Довжина Сиреня 51 км, площа басейну 437 км². Долина невиразна, завширшки до 3 км. Заплава двостороння (завширшки до 2—2,5 км), заболочена. Річище у верхній течії випрямлене, завширшки 7—10 м, завглибшки 0,5—1 м. Похил річки 0,68 м/км. Річка приймає в себе численні меліоративні канали. 
Витоки річки розташовані серед заболоченої улоговини на північ від с. Кривиці. Тече в межах Поліської низовини та (частково) Волинського пасма спочатку на північ, далі на північний схід. Впадає в Горинь на схід від села Городища, що неподалік від українсько-білоруського кордону. У верхній течії річка протікає повністю серед лісів і боліт — там над нею нема жодного населеного пункту. У середній та нижній течії над річкою розташована села: Золоте, Партизанське, Людинь, Рудня, Висоцьк, Бродець, Городище.

## Галерея

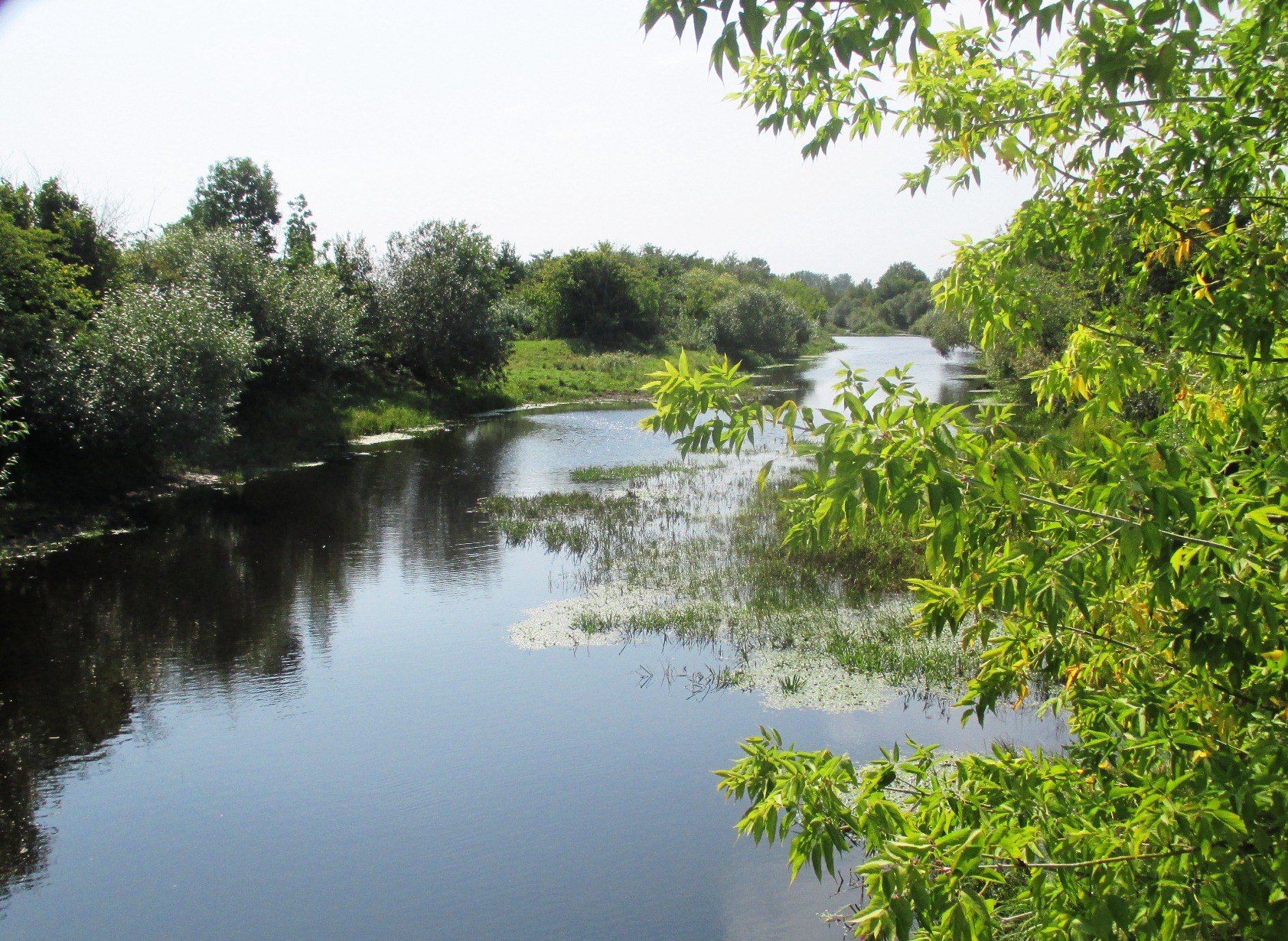
Сирень на північно-східній стороні від села Бродець
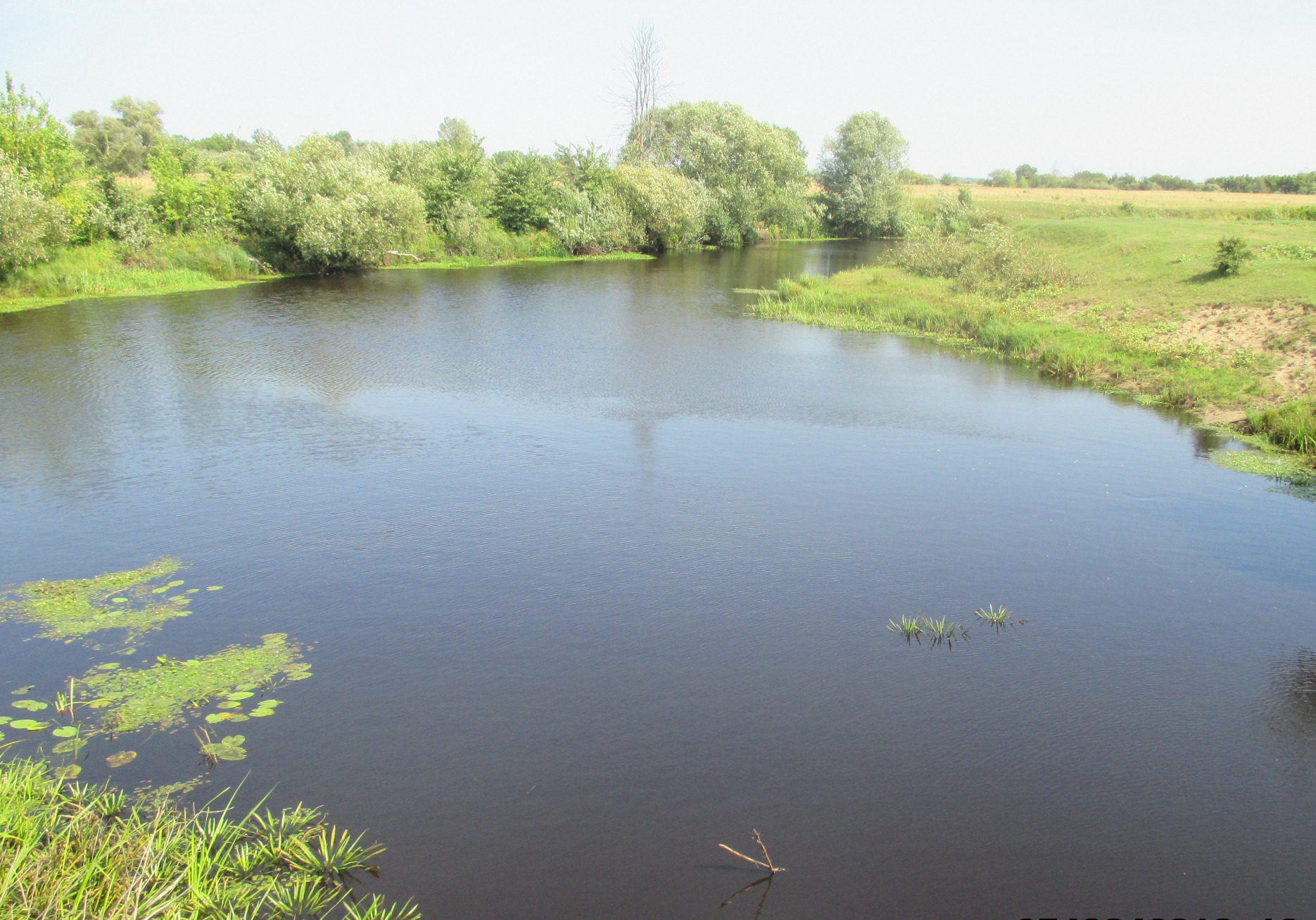
Річка поблизу села Бродець